# Équipe d'Australie olympique de football
Maillots
L'équipe d'Australie olympique de football officie sous l'égide de la Fédération d'Australie de football, représentant l'île-continent dans les compétitions de football espoirs comme les J.O. d'été, où sont conviés les joueurs de moins de 23 ans. 

## Histoire

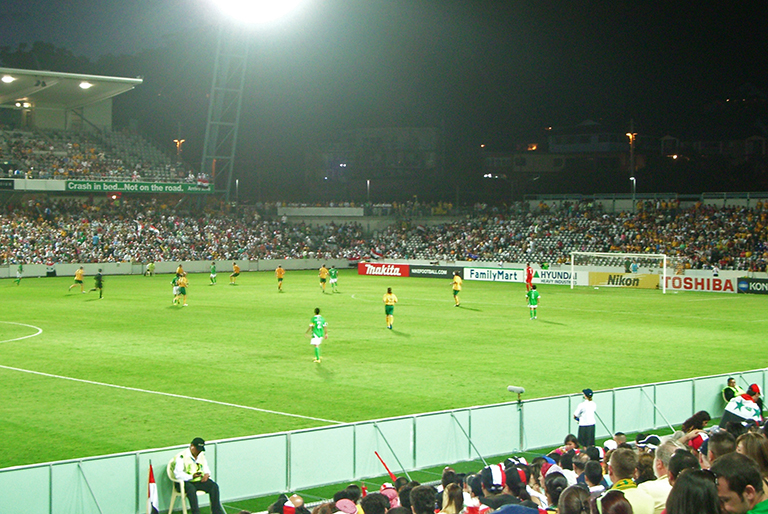
Les Olyroos au Central Coast Stadium en 2007

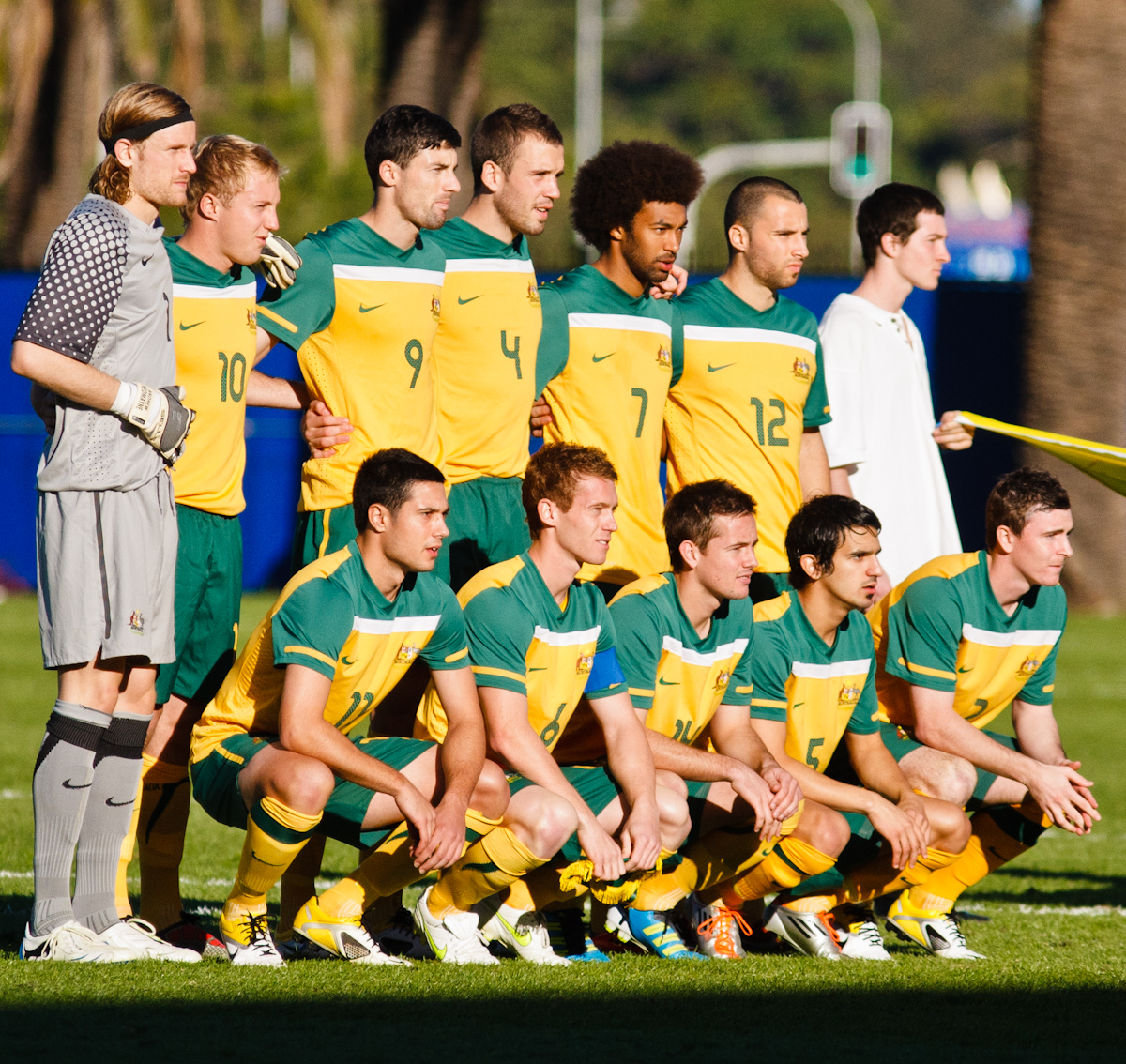
Les Olyroos avant le match contre le Yémen le 19 juin 2011 lors des qualifications aux JO 2012

Les Olyroos ont réussi à se qualifier pour six tournois olympiques consécutifs de 1988 à 2008. S'ils ne sont pas du voyage à Londres et Rio, ils décrochent toutefois leur billet pour Tokyo lors de l'édition 2020 (en) de la Coupe d'Asie U23 grâce à une victoire sur l'Ouzbékistan lors du match pour la troisième place, ce qui constitue leur plus grande performance.

## Palmarès
- Demi-finaliste aux J.O. 1992
- Demi-finaliste de la Coupe d'Asie U23 en 2020

## Parcours lors des Jeux olympiques
Depuis 1992, le tournoi est disputé par des joueurs ayant moins de 23 ans.
| Football aux Jeux olympiques | Football aux Jeux olympiques    | Football aux Jeux olympiques | Football aux Jeux olympiques | Football aux Jeux olympiques | Football aux Jeux olympiques | Football aux Jeux olympiques | Football aux Jeux olympiques | Football aux Jeux olympiques |
| Année                        | Tour                            | Classement                   | J                            | G                            | N                            | P                            | Bp                           | Bc                           |
| ---------------------------- | ------------------------------- | ---------------------------- | ---------------------------- | ---------------------------- | ---------------------------- | ---------------------------- | ---------------------------- | ---------------------------- |
| 1896                         | Pas de tournoi                  | -                            | -                            | -                            | -                            | -                            | -                            | -                            |
| 1900                         | Non participante                | -                            | -                            | -                            | -                            | -                            | -                            | -                            |
| 1904                         | Non participante                | -                            | -                            | -                            | -                            | -                            | -                            | -                            |
| 1908                         | Non participante                | -                            | -                            | -                            | -                            | -                            | -                            | -                            |
| 1912                         | Non participante                | -                            | -                            | -                            | -                            | -                            | -                            | -                            |
| 1920                         | Non participante                | -                            | -                            | -                            | -                            | -                            | -                            | -                            |
| 1924                         | Non participante                | -                            | -                            | -                            | -                            | -                            | -                            | -                            |
| 1928                         | Non participante                | -                            | -                            | -                            | -                            | -                            | -                            | -                            |
| 1932                         | Pas de tournoi                  | -                            | -                            | -                            | -                            | -                            | -                            | -                            |
| 1936                         | Non participante                | -                            | -                            | -                            | -                            | -                            | -                            | -                            |
| 1948                         | Non participante                | -                            | -                            | -                            | -                            | -                            | -                            | -                            |
| 1952                         | Non participante                | -                            | -                            | -                            | -                            | -                            | -                            | -                            |
| 1956                         | Quart de finale                 | 6                            | 2                            | 1                            | 0                            | 1                            | 4                            | 4                            |
| 1960                         | Forfait                         | -                            | -                            | -                            | -                            | -                            | -                            | -                            |
| 1964                         | Non qualifiée                   | -                            | -                            | -                            | -                            | -                            | -                            | -                            |
| 1968                         | Non qualifiée                   | -                            | -                            | -                            | -                            | -                            | -                            | -                            |
| 1972                         | Non qualifiée                   | -                            | -                            | -                            | -                            | -                            | -                            | -                            |
| 1976                         | Non qualifiée                   | -                            | -                            | -                            | -                            | -                            | -                            | -                            |
| 1980                         | Non qualifiée                   | -                            | -                            | -                            | -                            | -                            | -                            | -                            |
| 1984                         | Non qualifiée                   | -                            | -                            | -                            | -                            | -                            | -                            | -                            |
| 1988                         | Quart de finale                 | 7                            | 4                            | 2                            | 0                            | 2                            | 2                            | 6                            |
| 1992                         | Demi-finale                     | 4                            | 6                            | 2                            | 1                            | 3                            | 8                            | 12                           |
| 1996                         | 1er tour                        | 13                           | 3                            | 1                            | 0                            | 2                            | 4                            | 6                            |
| 2000                         | 1er tour                        | 15                           | 3                            | 0                            | 0                            | 3                            | 3                            | 6                            |
| 2004                         | Quart de finale                 | 6                            | 4                            | 1                            | 1                            | 2                            | 6                            | 4                            |
| 2008                         | 1er tour                        | 11                           | 3                            | 0                            | 1                            | 2                            | 1                            | 3                            |
| 2012                         | Non qualifiée                   | -                            | -                            | -                            | -                            | -                            | -                            | -                            |
| 2016                         | Non qualifiée                   | -                            | -                            | -                            | -                            | -                            | -                            | -                            |
| 2020                         | 1er tour                        | 12e                          | 3                            | 1                            | 0                            | 2                            | 2                            | 3                            |
| 2024                         | Non qualifiée                   |                              |                              |                              |                              |                              |                              |                              |
| 2028                         | À venir                         |                              |                              |                              |                              |                              |                              |                              |
| 2032                         | Qualifiée en tant que pays hôte |                              |                              |                              |                              |                              |                              |                              |
| Total                        | 8/27                            | Aucune médaille              | 27                           | 8                            | 3                            | 16                           | 30                           | 43                           |

## Effectif 2008
| #          | Nom                   | Club              | Âge      | Joués    | But inscrit | Averti   | Carton jaune · Carton jaune · Carton rouge | Carton rouge |
| Gardiens   | Gardiens              | Gardiens          | Gardiens | Gardiens | Gardiens    | Gardiens | Gardiens                                   | Gardiens     |
| ---------- | --------------------- | ----------------- | -------- | -------- | ----------- | -------- | ------------------------------------------ | ------------ |
|            | Adam Federici         | Reading           | 23       | 0        | 0           | 0        | 0                                          | 0            |
|            | Tando Velaphi         | Perth Glory       | 21       | 0        | 0           | 0        | 0                                          | 0            |
| Défenseurs |                       |                   |          |          |             |          |                                            |              |
|            | Adrian Leijer         | Fulham            | 22       | 0        | 0           | 0        | 0                                          | 0            |
|            | Trent McClenahan      | Hereford United   | 23       | 0        | 0           | 0        | 0                                          | 0            |
|            | Mark Milligan         |                   | 23       | 0        | 0           | 0        | 0                                          | 0            |
|            | Jade North*           | Newcastle United  | 26       | 0        | 0           | 0        | 0                                          | 0            |
|            | Matthew Spiranovic    | Nuremberg         | 20       | 0        | 0           | 0        | 0                                          | 0            |
|            | Nikolai Topor-Stanley | Perth Glory       | 23       | 0        | 0           | 0        | 0                                          | 0            |
|            | Ruben Zadkovich       | Derby County      | 23       | 0        | 0           | 0        | 0                                          | 0            |
| Milieux    |                       |                   |          |          |             |          |                                            |              |
|            | David Carney*         | Sheffield United  | 24       | 0        | 0           | 0        | 0                                          | 0            |
|            | Billy Celeski         | Melbourne Victory | 23       | 0        | 0           | 0        | 0                                          | 0            |
|            | Neil Kilkenny         | Leeds United      | 23       | 0        | 0           | 0        | 0                                          | 0            |
|            | Stuart Musialik       | Sydney FC         | 23       | 0        | 0           | 0        | 0                                          | 0            |
|            | Kristian Sarkies      | Adélaïde United   | 21       | 0        | 0           | 0        | 0                                          | 0            |
|            | James Troisi          |                   | 20       | 0        | 0           | 0        | 0                                          | 0            |
| Attaquants |                       |                   |          |          |             |          |                                            |              |
|            | Mark Bridge           | Sydney FC         | 22       | 0        | 0           | 0        | 0                                          | 0            |
|            | Nikita Rukavytsya     | Perth Glory       | 21       | 0        | 0           | 0        | 0                                          | 0            |
|            | Archie Thompson*      | Melbourne Victory | 29       | 0        | 0           | 0        | 0                                          | 0            |
| Entraîneur |                       |                   |          |          |             |          |                                            |              |
|            | Graham Arnold         |                   | 45       |          |             |          |                                            |              |